# 1812 en Bretagne
 Chronologie de la Bretagne
- 1808
- 1809
- 1810
- 1811
- 1812
- 1813
- 1814
- 1815
- 1816

Cette page recense des événements qui se sont produits durant l'année 1812 en Bretagne.

## Société

### Naissances

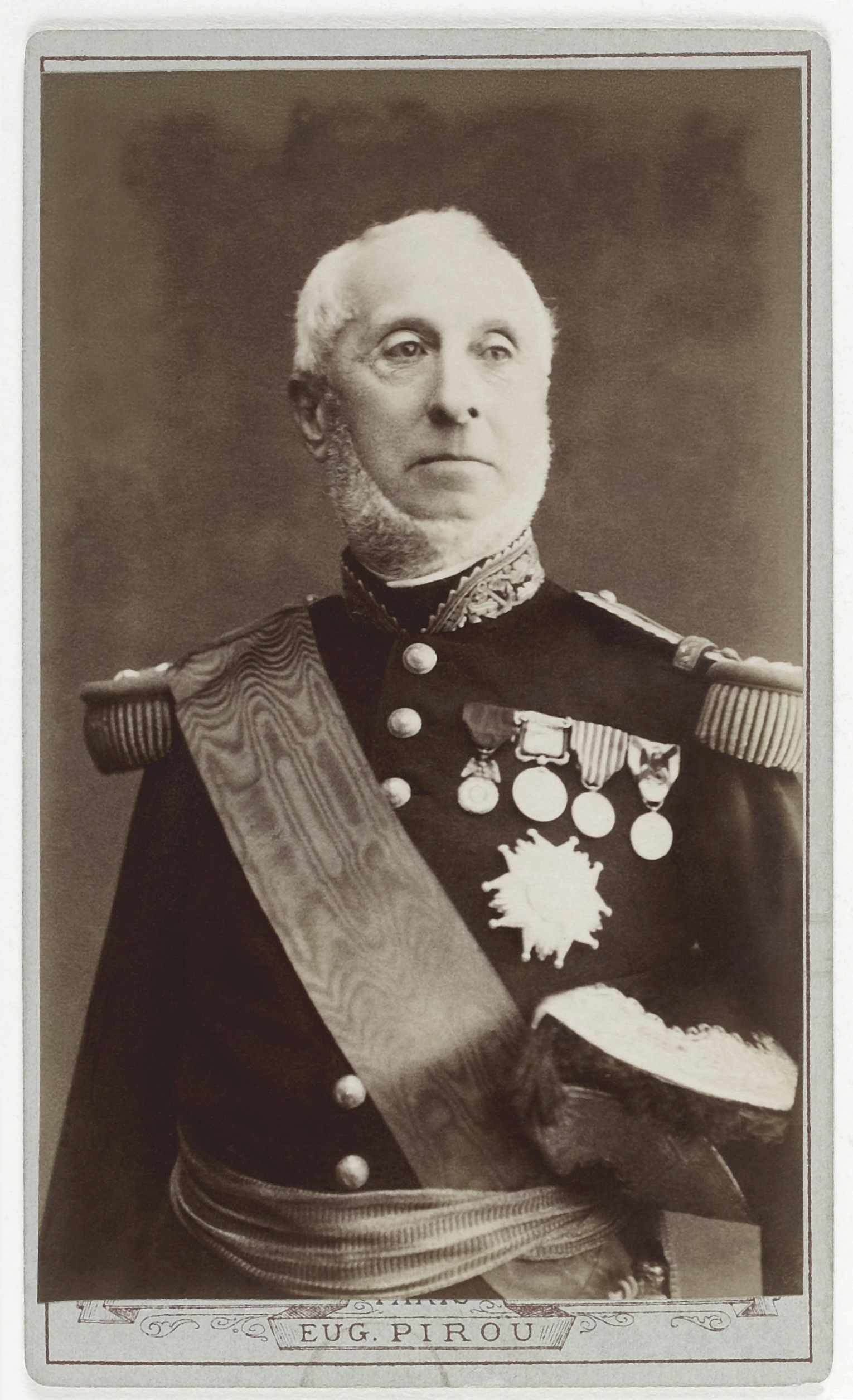
Edmond Jurien de la Gravière

- 1 mars à Brest : Charles Marie Adrien Guilmin, (décédé à Paris le 20 février 1884[1]) professeur de mathématiques français, et auteur de nombreux ouvrages d'enseignement.

- 19 novembre à Brest : Edmond Jurien de La Gravière, mort à Paris le 5 mars 1892, vice-amiral et auteur français, fils de Pierre Roch Jurien de La Gravière.

### Décès
- 22 mars à Rennes : Charles-Marie de La Grandière, seigneur du Bois-Gauthier (Civières, dans l'Eure), né le 17 février 1729 à Brest, officier de marine français des XVIIIe et XIXe siècles. Il sert dans la marine royale pendant la seconde moitié du XVIIIe siècle et se distingue à plusieurs reprises pendant la guerre d'indépendance des États-Unis. Promu chef d'escadre et décoré de la Grand-croix de l'Ordre de Saint-Louis et de l'Ordre de Cincinnatus, il reste fidèle au Roi au début de la Révolution française, refuse toutes nouvelles promotions et se retire du service.